# Furacão Elsa
O Furacão Elsa foi um ciclone tropical do Atlântico que se formou no início de julho de 2021. A tempestade se tornou uma depressão tropical em 1 de julho. Ele se fortaleceu como a tempestade tropical Elsa, pouco menos de seis horas depois. Elsa foi o furacão mais forte de julho no Mar do Caribe desde o furacão Emily, dezasseis anos antes. A tempestade também foi o ciclone tropical que se moveu mais rápido naquela parte do Atlântico.
Avisos de ciclones tropicais foram enviados das Ilhas de Barlavento a Cuba vários dias antes da tempestade. Foi rebaixado para uma forte tempestade tropical pouco antes de se mudar para o norte da Jamaica.
A tempestade mais tarde começou a ameaçar o oeste e centro da Flórida. Vários dias antes de Elsa se mudar para o estado, o Champlain Towers South foi demolido no Dia da Independência, 4 de julho, após ter desabado quase onze dias antes no subúrbio de Surfisde, em Miami. A operação de resgate e busca relacionada foi suspensa para as pessoas desaparecidas restantes quando as previsões mostravam Elsa se movendo muito perto da área.
Pouco depois da nomeação do ciclone, Elsa começou a receber atenção generalizada por compartilhar o mesmo nome de Elsa dos filmes da franquia Disney's Frozen.

## Recordes
Elsa se tornou uma tempestade tropical mais a leste na Região Principal de Desenvolvimento (MDR) do que qualquer outro ciclone tropical registado no início do ano, atrás apenas do furacão Trinidad de 1933. Elsa se fortaleceu para um furacão de categoria 1 que fez o furacão mais a leste registado no MDR, ao sul de 23,5 ° N, no início do ano civil desde 1933.
Naquela época, Elsa estava se movendo a uma velocidade de avanço de 29 mph (47 km/h), tornando-se o ciclone tropical atlântico de movimento mais rápido registado passando por rápida intensificação nos trópicos profundos ou no Golfo do México, e também a primeira tempestade a passar por uma rápida intensificação naquela parte do Atlântico no início do ano civil, desde uma outra tempestade em 1908.
Desde 1950, a Elsa é o quarto furacão que afeta as Ilhas Leeward durante o mês de julho. Os outros : Abby em 1960, Bertha em 1996 e Emily em 2005.